# Johann David von Reichenbach
Johann David von Reichenbach (* 22. November 1732 in Greifswald; † 21. Februar 1807 in Stralsund) war ein Chronist, Wissenschaftler, Aufklärer und Reformer, der in Schwedisch-Pommern wirkte. Er war oberster Finanzbeamter in Schwedisch-Pommern.

## Leben
Johann David Reichenbach war ein Sohn des Christian Reichenbach, Kollektor (Steuereinnehmer) im Greifswalder Distrikt, und dessen Frau Ilsabe.  Er studierte von 1744 bis 1749 an der Universität Greifswald. 1749 verfasste er eine Streitschrift gegen eine Dissertation des Professors der Theologie, Augustin von Balthasar, der sich mit Heirat in der Schwägerschaft bis zum dritten oder vierten Grad auseinandergesetzt hatte. Reichenbach ließ die Disputation bereits drucken, bevor die übliche Zensur in der Fakultät abgeschlossen war, und veröffentlichte das Titelblatt ohne Zensurvermerk. Der Rektor ließ darauf die Disputation verbieten und das Druckwerk konfiszieren. Reichenbach wurde wegen Einmischung in theologische Streitigkeiten angeklagt. Ihm wurde vorgeworfen, das seine Schrift der Lehre Luthers und der Meinung des Greifswalder Konsistoriums widerspräche. Weitere Anklagepunkte waren die Beleidigung hochstehender Persönlichkeiten sowie Urkundenfälschung. Der Drucker hatte bei der gerichtlichen Untersuchung behauptet, die Schrift habe die Imprimatur des Dekans besessen, was dieser jedoch bestritt. Reichenbach konnte die Anklage in allen Punkten widerlegen, unter anderem weil er nachweisen konnte, dass das Siegel des Dekans längere Zeit nicht auffindbar war und daher bereits andere Schriften ohne Fakultätssiegel veröffentlicht worden waren. Der Kanzler der Universität, ein Amt des Generalgouverneurs von Schwedisch-Pommern, erteilte der Universität einen Verweis. Diese wurde zur Rückgabe der Disputation und zu 200 Reichstalern Strafe verpflichtet. Die Universität reichte darauf Beschwerde ein, die jedoch durch Ämter in Wismar verschleppt wurde. 1754 wurde die Akte ergebnislos geschlossen.
Reichenbach verteidigte um Ostern 1750 eine Disputation, die Streitigkeiten mit der Universität verhinderten jedoch eine akademische Laufbahn in Greifswald. Er ging 1751 nach Stockholm, wo er zunächst als Hauslehrer bei Anders Johan von Höpken arbeitete, bevor er in den schwedischen Staatsdienst trat. Mehrere Jahre arbeitete er als Kanzlist im Stockholmer Kommerzkollegium. Am 30. April 1759 wurde er zusammen mit seinem Bruder Franz Heinrich vom Kaiser in Wien in den Adelsstand erhoben. Am 21. Mai 1759 wurde er zum königlichen Oberlizenzinspektor und Oberkämmerer ernannt. Als Präsident stand er den Lizentgerichten vor, die die verschiedenen Abgaben und Zölle einnahmen, und hatte die Aufsicht über die Finanzen Schwedisch-Pommerns. 1772 erhielt er den Titel eines Kammerrats. 1792 wurde er zum königlichen Schlosshauptmann mit Sitz und Stimme in der Regierung Schwedisch-Pommerns ernannt. Im selben Jahr erhielt er den Nordstern-Orden. 1795 wurde er von seinen Diensten entbunden.
In seinen Patriotischen Beiträgen setzte er sich mit von ihm als Missständen eingeschätzten zeitgenössischen Erscheinungen in Justiz, Verwaltung, Schulwesen und speziell auch der Wissenschaft an der Universität Greifswald auseinander. Letzteres brachte ihm eine Beschwerde dieser Universität bei dem schwedischen Generalgouverneur Friedrich Wilhelm von Hessenstein ein und wurde in Streitschriften thematisiert. Reichenbach nahm seine Anschuldigungen darauf teilweise zurück.
Reichenbach brachte eine sehr umfangreiche Gemäldesammlung zusammen, die nach seinem Tode und dem seiner Frau in verschiedene Sammlungen aufgeteilt wurde. Er stiftete dem Stralsunder Gymnasium im Dominikanerkloster St. Katharinen eine Medaille für strebsame Schüler.

## Ehe
Johann David Reichenbach heiratete wohl 1759 oder 1760 Eva Merthen (* 1723; † 1811). Sie stammte aus dem finnischen Åbo, wo ihr Vater Carl Merthen Kaufmann und 1742/1743 Bürgermeister war, lernte den damals in russischen Diensten stehenden General James Keith kennen und blieb bis zu dessen Tod 1758 seine Lebensgefährtin. Sie ist Hauptfigur des Romans „Die Herzogin von Finnland“ von Zacharias Topelius.

## Werke
- Patriotische Beyträge zur Kenntniß und Aufnahme des Schwedischen Pommern, 8 Hefte, Stralsund und Greifswald, 1784–1797